# Symplecta apphidion
Symplecta apphidion är en tvåvingeart som först beskrevs av Alexander 1958.  Symplecta apphidion ingår i släktet Symplecta och familjen småharkrankar. Inga underarter finns listade i Catalogue of Life.